# Gerhard Jussenhoven
Gerhard Jussenhoven (* 30. Januar 1911 in Köln; † 13. Juli 2006 ebenda) war ein deutscher Jurist, Komponist und Musikverleger. Mit Liedern wie dem Schlager Kornblumenblau, Gib acht auf den Jahrgang oder den auf Kölsch gesungenen Die Hüsjer bunt om Aldermaat und De hinger de Jadinge stonn un spinxe wurde er in den späten 1930er Jahren als Komponist bekannt. Nach dem Zweiten Weltkrieg konnte er darauf seine Musikerkarriere aufbauen und schrieb bis zu seinem Tod mehr als 1000 Lieder wie beispielsweise Man müsste nochmal 20 sein (1953) und auch viele andere Musikstücke.

## Leben

### Jugend und Ausbildung
Jussenhoven wurde 1911 als zweiter Sohn des Süßwarenherstellers Servatius Jussenhoven und dessen Frau Maria Michelmann in der Isabellenstraße im Kölner Severinsviertel geboren. 1918 wurde eine Schwester geboren, die jedoch bereits im Alter von acht Jahren an einer Mandelentzündung starb. 1916 zog die Familie in die Nähe des Waidmarkts. Sein Vater war Konditormeister und eröffnete eine erfolgreiche kleine Fabrik zur Herstellung von Schokoladenpralinen, Marzipan und Bonbons.
Gerhard Jussenhoven bekam im Alter von fünf Jahren seinen ersten Klavierunterricht, unter anderem vom Organisten der Kirche St. Georg und später vom Leiter des Reichshallentheaters Georg von Bratzki. Ab 1920 wurde er von Franz Gillessen von der Kölner Musikhochschule in Harmonielehre unterrichtet.

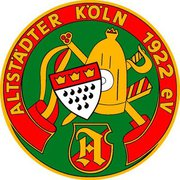
Jussenhoven spielte bereits als Jugendlicher bei Veranstaltungen des von seinem Vater mitgegründeten Karnevalsvereins Altstädter.

Ab etwa 1925 spielte er auf Veranstaltungen des von seinem Vater mitgegründeten und geleiteten Karnevalsvereins Altstädter und begleitete Musiker, die neue Lieder vorstellten, darunter auch den bekannten Kölner Komponisten und Sänger Willi Ostermann und den Mundartdichter Gerhard Ebeler. Zugleich arbeitete er teilweise im Betrieb seines Vaters, der unter den Folgen der Weltwirtschaftskrise litt, und begann mit dem Notenschreiben und Komponieren erster eigener Lieder.
Auf Wunsch seiner Eltern begann er 1930 nach dem Abitur am Kaiser-Wilhelm-Gymnasium ein Jurastudium und konzentrierte sich auf das Urheberrecht. Er wurde 1937 als Jurist mit einer Arbeit mit dem Titel Die Grenzen der Reklame im wirtschaftlichen Wettbewerb betreut von Albert Coenders promoviert. Er war Mitglied des katholischen Studentenvereins Unitas-Landshut Köln und lernte darüber Inge Sophie Montag kennen, die Nichte eines Alten Herren der Verbindung und Tochter des Architekten und Bauingenieurs Albert Montag. Jussenhoven und Montag heirateten am 19. August 1939 im Kölner Rathaus und am 1. Oktober in der Kirche St. Bruno in Klettenberg. Gemeinsam mit seiner Frau zog er zu seinen Schwiegereltern nach Köln-Sülz.
Jussenhoven begann seine juristische Karriere 1937 als Mitarbeiter der Industrie- und Handelskammer zu Köln und arbeitete als Anwalt für Wettbewerbsrecht. Zum 1. Mai 1937 trat er der NSDAP bei (Mitgliedsnummer 5.945.797). Gleichzeitig studierte er Musikwissenschaft, Harmonielehre und Komposition an der Kölner Musikhochschule.

### Soldat im Zweiten Weltkrieg
Jussenhoven wurde 1941 zum Militär eingezogen und ging zur Nachrichtentruppe der Luftwaffe. Er wurde an die Kanalküste nach Étretat etwa 30 Kilometer südlich von Le Havre in der Normandie verlegt, wo er bis zur Landung der Alliierten in der Normandie im Juni 1944 blieb. Auch in Frankreich war er musikalisch aktiv und bildete an seinem Stützpunkt ein kleines Orchester, wobei er am Flügel saß. Während er dort war, wurde in Köln seine Tochter Krista geboren. Acht Wochen nach der Landung der Alliierten wurde Jussenhoven in Weimar als Panzerfunker eingesetzt. Mit dem Panzerkorps Feldherrnhalle zog er nach Bratislava, wo am 13. April die Rote Armee ankam. Das Korps sprengte die Panzer, und Jussenhoven floh mit fünf Kameraden zu Fuß bis nach Schnaittach bei Nürnberg und entzog sich so knapp einer Gefangennahme durch die russischen Truppen. Hier wurden sie von der amerikanischen Armee gefangen genommen und nach Bayreuth gebracht.
Nach seiner Entlassung aus der amerikanischen Kriegsgefangenschaft durfte Jussenhoven im Sommer 1945 zu seiner Familie zurückkehren, die in einer Ausweichwohnung in Leutesdorf lebte. Sowohl das Haus seiner Schwiegereltern wie auch die Fabrik seines Vaters wurden im Krieg zerstört. Sein Vater konnte seinen Betrieb mit einigen mitgenommenen Maschinen in Bad Tönnisstein wieder eröffnen und sein Schwiegervater arbeitete als Bauingenieur an der Instandsetzung des Flughafens in Köln-Wahn und durfte sein Haus in Sülz wieder aufbauen, wo die Familie einzog.

### Musikalische Karriere
Bereits während seiner Zeit bei der Industrie- und Handelskammer schrieb Jussenhoven seine ersten erfolgreichen Lieder. Durch den populären Karnevalssänger Karl Berbuer lernte er den Straßenbahnfahrer und Textdichter Jupp Schlösser kennen, mit dem er 1937 das Karnevalslied Die Hüsjer bunt om Aldermaat und den Schunkelwalzer Kornblumenblau schrieb und auch später weiter zusammenarbeitete. 1938 veröffentlichte er Gib acht auf den Jahrgang und 1939 De hinger de Jadinge stonn un spinxe.

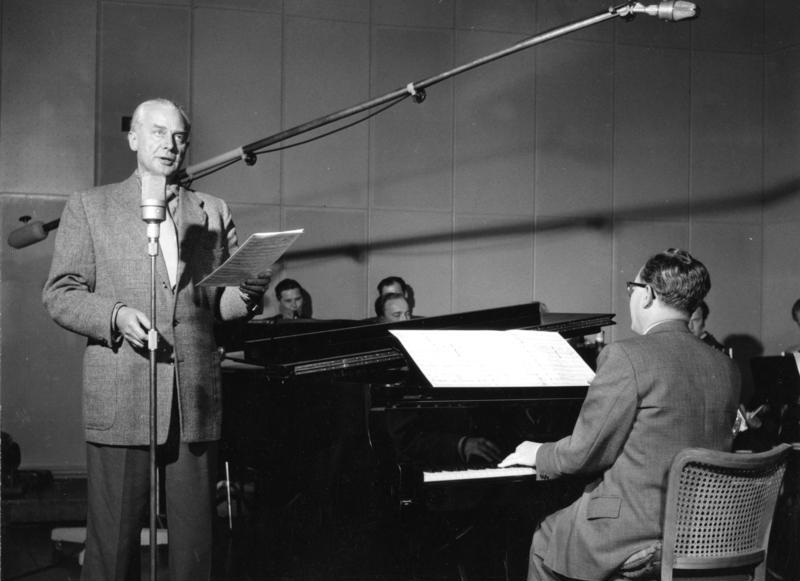
Willy Schneider (links) mit Hans Bund während einer Probe im WDR-Rundfunkstudio (Februar 1954)

Willy Schneider: Man müßte nochmal zwanzig sein

Nach seiner Rückkehr aus amerikanischer Kriegsgefangenschaft wurde Jussenhoven freischaffender Komponist, weil er nicht zur IHK zurück wollte. Seine in den 1930ern geschriebenen Lieder waren so erfolgreich, dass er bereits zu Beginn seiner Nachkriegskarriere gute Einkünfte hatte. Vor allem lag dies daran, dass seine Lieder gerne im Reichssender Köln, aus dem sich der Westdeutsche Rundfunk (WDR) entwickelte, gespielt wurden, unter anderem in der deutschlandweit gesendeten Livesendung Der frohe Samstagsnachmittag. 1939 gewann der Kölner Heimatsänger Willy Schneider mit seinem Kornblumenblau den ersten Preis bei einem rheinischen Liederwettbewerb und er wurde danach von dem Redakteur Günther Bungert regelmäßig eingeladen, Lieder von Jussenhoven zu singen.
Bis 1964 arbeitete Jussenhoven auch wieder mit Jupp Schlösser zusammen. Sie schrieben erneut erfolgreiche kölsche Lieder wie Sag‘ ens Blootwosch 1948 oder Dat Glockespill vom Rothuusturm 1954. Zudem schrieb Jussenhoven die Musik zu den ersten Karnevalsrevuen der Nachkriegszeit im Kölner Varietétheater Tazzelwurm mit Grete Fluss, darunter Aat bliev Aat 1946, Su oder Su 1947 und Rund öm de Freud 1948. Er begleitete zudem die Chansonnière Mimi Thoma auf ihren Tourneen als Pianist. 1955 hatte Jussenhoven einen Herzinfarkt, von 1945 bis zu diesem Zeitpunkt hatte er insgesamt etwa 230 Musikstücke geschrieben und bis 1960 kamen etwa 240 Titel hinzu und im Laufe seiner Karriere schrieb er mehr als 1000 Musiktitel.
In den 1950er und 1960er Jahren etablierte er sich als einer der führenden deutschsprachigen Schlagerkomponisten. Seine Melodien wurden von Sängern und Sängerinnen wie Ilse Werner, Willy Millowitsch, Margot Eskens, Peter Alexander, Willy Hagara, Margit Schramm, Johannes Heesters oder dem Kölner Männer-Gesang-Verein gesungen und wurden Millionen Menschen bekannt. Die hochdeutschen Texte seiner Schlagerkompositionen stammten häufig aus der Feder von Hans Bradtke, Charly Niessen oder Kurt Feltz. Besonders erfolgreich war dabei die Zusammenarbeit mit dem Kölner Heimatsänger Willy Schneider, der Jussenhovens Man müsste nochmal zwanzig sein mit einem Text von Kurt Feltz und weitere 70 Kompositionen von ihm interpretierte. 1961 ging Jussenhoven mit Schneider auf Tournee durch die Vereinigten Staaten von Amerika. Einen gemeinsamen Auftritt hatten sie zudem 1980 bei Alfred Biolek.
Jussenhoven komponierte neben Schlagern auch Operetten und Musicals, so die am 20. Januar 1963 uraufgeführte Revue Eau de Cologne in Zusammenarbeit mit dem befreundeten Schriftsteller Ernst Nebhut. Es folgten Stücke wie Sturm auf die Konstablerwache 1965 und Cyprienne 1966. 1972 schrieb er die Musik zu Monsieur Malade, angelehnt an das Werk Der eingebildete Kranke von Molière und 1979 die Kotzebue-Adaption Die deutschen Kleinstädter. 1989 erschien Good Luck, Bill bzw. Gut Holz, Wilhelm, 1992 das Weihnachtsmärchen Befana und kurz vor seinem Tod das Dramolett Venus auf Rädern.

### Urheberrechtsverwertung und Verlagsgründung
Als Jurist mit einem Schwerpunkt im Bereich des Urheberrechts war Jussenhoven auch juristisch aktiv und setzte sich für die Verwertung von Urheberrechten ein. Er war bereits 1937 der STAGMA, der späteren Gesellschaft für musikalische Aufführungs- und mechanische Vervielfältigungsrechte (GEMA), beigetreten und überließ ihr die Verwaltung der Rechte an seinen Liedern. Seit 1949 war er Sachverständiger und Ausschussvorsitzender der GEMA. 1952 wurde er zudem Vorstand des Deutschen Komponistenverbandes für Nordrhein-Westfalen und er gehörte dem Vorstand der Dramatiker-Union und dem Programmbeirat des Westdeutschen Rundfunks (WDR) an.
1955 gründete Gerhard Jussenhoven zusammen mit Hans Gerig einen eigenen Musikverlag, die Edition Capella, den er nach dem Tod seines Partners alleine weiterführte und später an seine Tochter abgab.

### Ehrungen und Lebensende

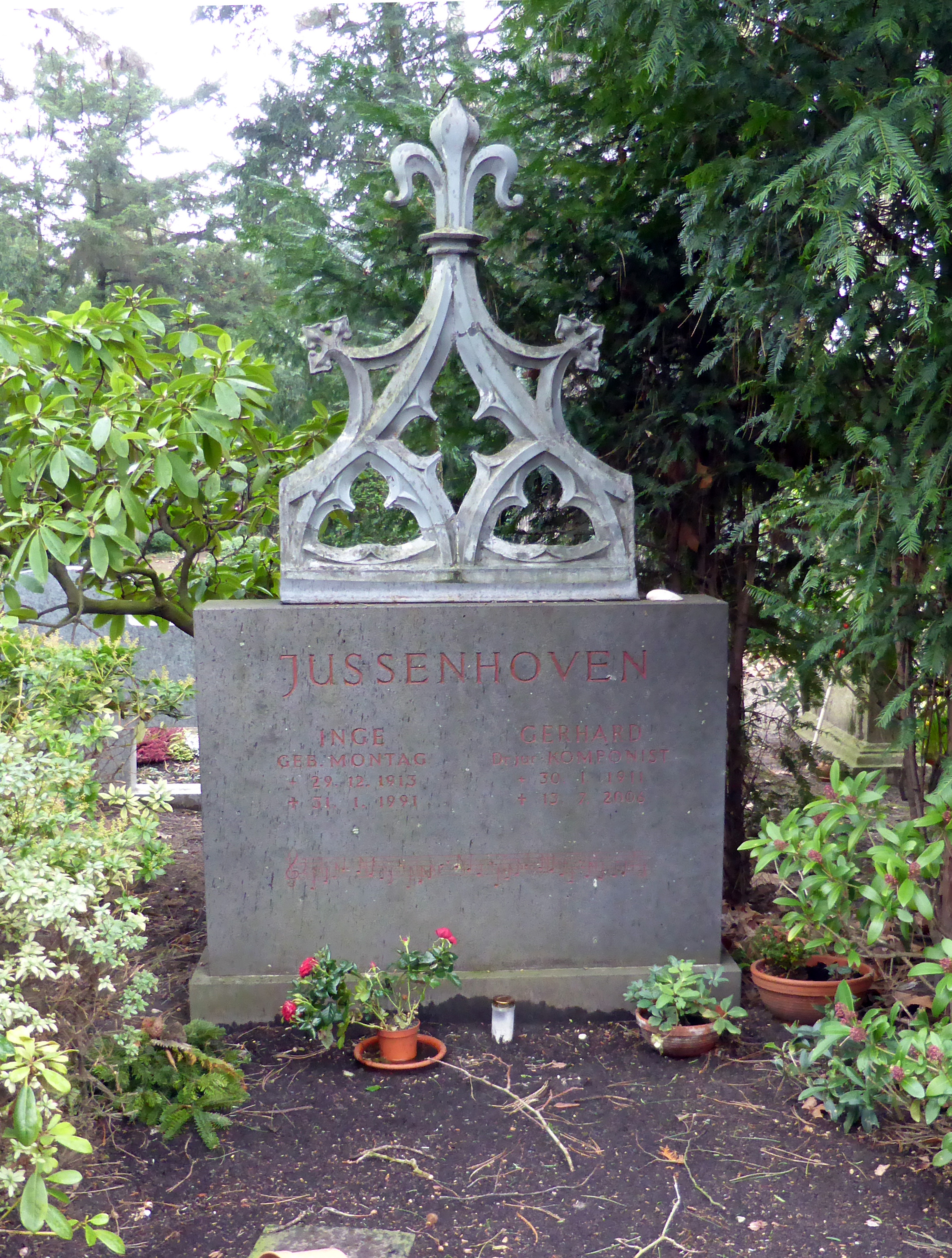
Grabstätte auf dem Kölner Melaten-Friedhof (Flur 12 in G).

1981 wurde Jussenhoven mit der Goldenen Nadel der Dramatiker-Union ausgezeichnet. Für seine Verdienste um das kölsche Lied wurde ihm 1983 die goldene Willi-Ostermann-Medaille verliehen und 1993 erhielt er den goldenen Rheinlandtaler des Landschaftsverbandes Rheinland (LVR). Für sein Lebenswerk erhielt er zudem 1995 den Verdienstorden des Landes Nordrhein-Westfalen und im November 2002 das Bundesverdienstkreuz 1. Klasse.
Zu seinem 95. Geburtstag am 29. Januar 2006 ehrte ihn der Westdeutsche Rundfunk mit einer karnevalistischen Matinee in der Kölner Philharmonie, bei der Gäste wie Lotti Krekel, Ernst H. Hilbich, die Bläck Fööss und der Kölner Männer-Gesang-Verein gratulierten. Begleitet wurde das Konzert vom WDR Rundfunkorchester Köln unter der Leitung von Helmuth Froschauer.
2004, mit 93 Jahren, stürzte Jussenhoven und konnte sich nach der Behandlung nicht mehr erholen. Er wurde zu einem Pflegefall und brauchte eine Ganztagsbetreuung. Er starb am 13. Juli 2006 in seiner Heimatstadt Köln. Am 22. Juli 2006 fand ein Pontifikal-Requiem im Kölner Dom statt. Jussenhoven wurde auf dem Melaten-Friedhof an der Seite seiner Ehefrau beigesetzt.

## Werke (Auswahl)
- Kornblumenblau (Juli 1937)
- Gib acht auf den Jahrgang (1938)
- Die Hüsjer bunt om Aldermaat (1938)
- Die hinger de Gerdinge ston un spingkse (1939)
- Ich soll dich grüßen, mein junger Kanonier (1940)
- Mein Kamerad und ich (1942)
- Sag ens Blotwoosch (1948)
- Pardon, ich wollt' mich nicht verlieben (Dezember 1950)
- Wenn Du denkst, wenn Du glaubst, dass es anders wird (Oktober 1951)
- Man müsste nochmal 20 sein (Willy Schneider, 1953)
- Dat Glockespill vum Roothuusturm (1954)
- Ein Gruß, ein Kuss, ein Blumenstrauß (Renate Holm, 1955)
- Ein Prosit der Gemütlichkeit (trad., komp. zusammen mit Kurt Elliot, 1957)
- Das Leben fängt mit 50 an (1958)
- Badewannentango (Peter Alexander, 1961)
- Es gibt noch Liebe auf den ersten Blick
- Bier aus Bavaria (Billy Mo)
- Jeder Mensch braucht zum Glück noch einen anderen (Ilse Werner)
- Cyprienne (Musical 1967)
- Ich möchte 100 Jahre werden
- Immer wieder neue Lieder singt man hier am Rhein
- Was haben die Matrosen in Singapur gemacht (Die singenden Seesterne)
- Schau nicht auf die Uhr

## Zitate
- Bischof Friedhelm Hofmann würdigte Jussenhoven während des Pontifikal-Requiems im Hohen Dom zu Köln. als einen „Grandseigneur des kölschen Liedguts“.
- Der Kölner Stadt-Anzeiger titelte am 15. Juli 2006: „Ein Großmeister der leichten Muse“.
- Franz Xaver Ohnesorg, ehem. Intendant der Kölner Philharmonie: „Er schrieb nicht nur rheinische Weisen, er war für mich ein rheinischer Weiser.“
- Ludwig Sebus, Kölner Krätzchensänger: „Mit Gerhard Jussenhoven wird ein gutes Stück altes Köln zu Grabe gehen.“ (Interview mit Center-TV Heimatfernsehen)